# سیارک ۲۴۸۱
سیارک ۲۴۸۱ (به انگلیسی: 2481 Burgi، نامگذاری:1977UQ) دو هزار و چهارصد و هشتاد و یکمین سیارک کشف شده‌است که در ۱۸ اکتبر ۱۹۷۷ کشف شد.
قدر مطلق سیارک برابر ۱۳٫۸۰ است.